# 李鲲
李鲲（1981年8月1日—），是中国足球运动员，职业生涯初期司职前锋，但是后来改打中后卫。
李鲲早期效力于八一队时，出任前锋，随后转会到厦门蓝狮，在该队效力期间，李鲲凭借出色的身体条件被主教练改造成一名出色的中后卫，2008年初被武汉光谷买进，由于武汉队在2008赛季最后阶段，退出了中超联赛，这样李鲲连同其他球员被武汉队集体挂牌。2009年加盟中甲球队安徽九方。
李鲲较引人注目的是他曾经效力过的三个足球俱乐部全部以解散而告终。